# Calvincyclus
De Calvincyclus, Calvin-Bensoncyclus, Calvin-Benson-Bassham-cyclus (CBB-cyclus) of de donkerreacties vindt plaats in de chloroplasten van planten en in enkele fototrofe bacteriën. Hierbij wordt de door de lichtreactie in adenosinetrifosfaat (ATP) vastgelegde energie, gebruikt voor de vorming van glucose (C6H12O6) uit koolstofdioxide (CO2). Het reducerende NADPH,H+ levert in deze reactiecyclus de waterstof. De naam donkerreactie is enigszins verwarrend, omdat de naam duidt op het feit dat de reactie geen licht nodig heeft en niet dat de reactie in het donker plaatsvindt. Deze reacties worden daarom beter de lichtonafhankelijke reacties genoemd.
De reductie door NADPH,H+ gebeurt in meerdere cyclische enzymatische tussenstappen. Bij planten vindt de reductie plaats in het stroma van de chloroplasten.
De ontdekkers van deze cyclus waren de Amerikaanse chemici Melvin Calvin, Andy Benson en James Bassham van de Universiteit van Berkeley in Californië, waaraan de cyclus van reacties haar naam te danken heeft.
Nettoreactie van de Calvincyclus:

{\displaystyle {\ce {6 CO2 + 12 NADPH,H+ + 18 ATP + 18 H2O -> C6H12O6 + 24 H2O + 12 NADP+ + 18 ADP + 18 P_{i}}}}

## Opeenvolgende reacties
Fase 1: koolstofvastlegging
| Ribulose 1,5 bisfosfaat (RuBP)            | + | kooldioxide                   | + | water                         | {\displaystyle {\ce {->}}} | 3-fosfoglycerinezuur                  | (gekatalyseerd door RuBisCO of Ribulose-1,5-bisfosfaat carboxylase/oxygenase) |
| {\displaystyle {\ce {3 C5H8O11(P_{i})2}}} | + | {\displaystyle {\ce {3 CO2}}} | + | {\displaystyle {\ce {3 H2O}}} | {\displaystyle {\ce {->}}} | {\displaystyle {\ce {6 C3H5O7P_{i}}}} | (gekatalyseerd door RuBisCO of Ribulose-1,5-bisfosfaat carboxylase/oxygenase) |
Fase 2: reductie
| 3-fosfoglycerinezuur                  | + | ATP   | {\displaystyle {\ce {->}}} | 1,3-bisfosfoglycerinezuur                 | + | ADP   | + | water                         |
| {\displaystyle {\ce {6 C3H5O7P_{i}}}} | + | 6 ATP | {\displaystyle {\ce {->}}} | {\displaystyle {\ce {6 C3H4O10(P_{i})2}}} | + | 6 ADP | + | {\displaystyle {\ce {6 H2O}}} |
| 1,3 bisfosfoglycerinezuur                 | + | NADPH   | + | water (voor hydrolyse)        | + | waterstofionen               | {\displaystyle {\ce {->}}} | glyceraldehyde-3-fosfaat              | + | NADP+   | + | fosfaat                         | + | water (na reductie)           |
| {\displaystyle {\ce {6 C3H4O10(P_{i})2}}} | + | 6 NADPH | + | {\displaystyle {\ce {6 H2O}}} | + | {\displaystyle {\ce {6 H+}}} | {\displaystyle {\ce {->}}} | {\displaystyle {\ce {6 C3H7O6P_{i}}}} | + | 6 NADP+ | + | {\displaystyle {\ce {6 P_{i}}}} | + | {\displaystyle {\ce {6 H2O}}} |
Nu is één glyceraldehyde-3-fosfaat (G3P) gevormd. In de totale cyclus moeten er nog 5 gevormd worden, dat betekent dat de bovenstaande cyclus nog 5 keer doorlopen wordt. In totaal worden er dus 6 gevormd, waarvan er in de volgende reacties 5 worden gebruikt.
| glyceraldehyde-3-fosfaat              | + | water                         | {\displaystyle {\ce {->}}} | ribulose 5-fosfaat                     | + | fosfaat                         |
| {\displaystyle {\ce {5 C3H7O6P_{i}}}} | + | {\displaystyle {\ce {2 H2O}}} | {\displaystyle {\ce {->}}} | {\displaystyle {\ce {3 C5H11O8P_{i}}}} | + | {\displaystyle {\ce {2 P_{i}}}} |
| ribulose-5-fosfaat                     | + | ATP   | {\displaystyle {\ce {->}}} | ribulose-1,5-bisfosfaat                    | + | ADP   | + | water                        |
| {\displaystyle {\ce {3 C5H11O8P_{i}}}} | + | 3 ATP | {\displaystyle {\ce {->}}} | {\displaystyle {\ce {3 C5H12O11(P_{i})2}}} | + | 3 ADP | + | {\displaystyle {\ce {3H2O}}} |
Het overblijvende, zesde, glyceraldehyde-3-fosfaat-molecuul wordt gebruikt voor het maken van glucose, cellulose en andere stoffen die de plant nodig heeft.

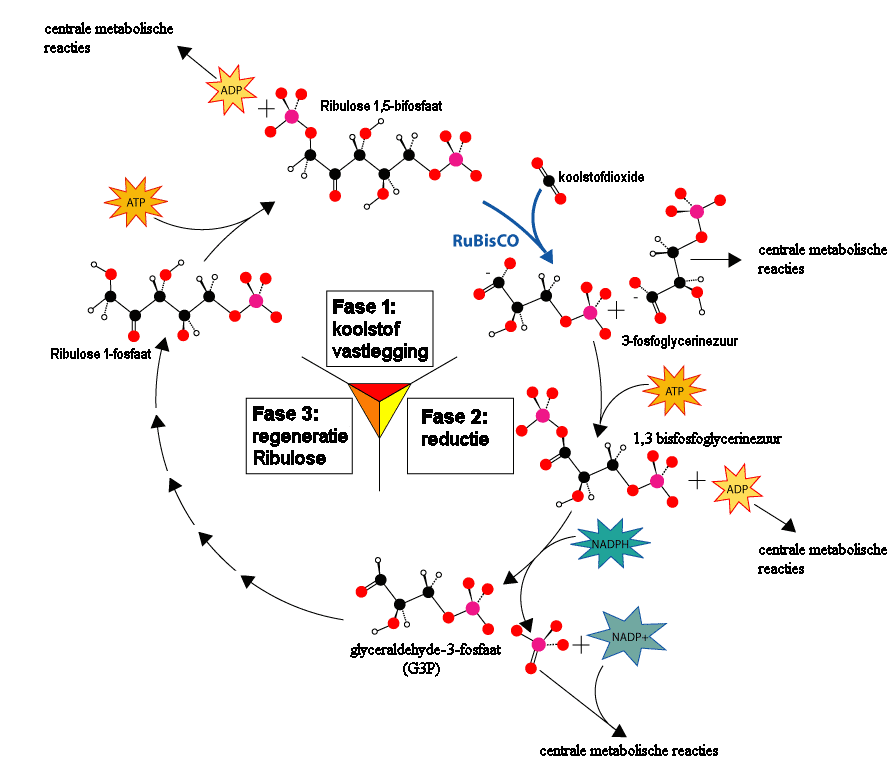
Overzicht van de Calvincyclus en koolstofvastlegging

anoxygene fotosynthese · caroteen · carotenoïde · bladgroenkorrel · chloroplast · bladgroen · chlorofyl · fotosynthese · fotosynthetisch pigment · thylakoïde · xanthofyl
Archaeplastida · algen · blauwalgen · Elysia chlorotica
fotoautotroof · fototroof
lichtreacties · fotosysteem I · fotosysteem II · fotolyse van water · Calvincyclus · redoxreactie · rubisco
Jan Baptista van Helmont · Jan Ingenhousz · Joseph Priestley · Theodor Wilhelm Engelmann · Melvin Calvin